# منزل حسيبة غزال
منزل حسيبة غزال (ق 12 هـ - 18 م) يقع بشارع الأمصيلى بمدينة رشيد المصرية ويتكون من ثلاثة أدوار، أما الواجهة فيتوسطها المدخل الذي يقع به باب المنزل وزينت كتلة المدخل بالطوب المنجور عبارة عن نجوم سداسية حولها حولها كندات وزخارف متدرجة وتضم الواجهة شباك السبيل، أما واجهة الدورين الأول والثانى فتنقسم كل منهما إلى قطاعين أحدهما بارز ويشعله شباكان وثلاثة مناور ويشغل القطاع الثانى شباك يعلوه منور بكل من الدورين.

## المنــزل مــن الـــداخل
يتكون الدور الأرضى من حجرة السبيل وتقع به خرزة الصهريج والمخزن، كما توجد حجرة بين الدورين الأرضى والأول، أما الدوران العلويان فيتكون كل منهما من ثلاثة قطاعات تشغل الأوسط دورقاعة ويشغل الأول حجرة وخزانة ويشغل الثالث حجرة ومرحاض بالدور الأول ومطبخ ومرحاض بالدور الثانى كما توجد فتحة مربعة بسقف دورقاعة الدور الثاني. 